# Hadena vidua
Hadena vidua là một loài bướm đêm trong họ Noctuidae.